# دختر گرگ
دختر گرگ (به انگلیسی: Daughter of the Wolf) نام فیلمی است در ژانر اکشن به کارگردانی دیوید هکل، محصول سال ۲۰۱۹ کانادا. فیلم‌نامهٔ دختر گرگ را نیکا آگیاشویلی نگاشته و جینا کارانو و ریچارد درایفس در آن به ایفای نقش پرداخته‌اند.

## بازیگران
- جینا کارانو در نقش کلیر همیلتون
- برندان فهر در نقش لارسن
- ریچارد درایفس در نقش پدر
- سایدل نوئل در نقش هابز
- آنتان گیلیس ادلمن در نقش چارلی
- استو مک لین در نقش ست

## داستان
فیلم دربارهٔ زنی به نام کلر همیلتن است که آدم‌ربایان پسرش چارلی را ربوده و در برابر زندگانی‌اش درخواست مقادیری پول نموده‌اند. کلر که سابقهٔ خدمت در ارتش را داشته، با پول به محل قرار می‌رود، ولی آدم‌ربایان نه تنها پسرش را تحویل نمی‌دهند که قصد گرفتن جان او را نیز دارند. در درگیری میان کلر و آدم‌ربایان، یکی از آدم‌رباها گلوله خورده و دو نفر دیگر می‌گریزند. کلر آنها را تعقیب می‌کند، یکی دیگر از آنان کشته می‌شود و دیگری پس از کشاکشی به دست کلر می‌افتد، سرانجام آدم‌ربا و کلر به توافق می‌رسند که با هم به محل اختفای چارلی و رئیس باند آدم‌ربایان در کوهستان برفی بروند. ادامهٔ داستان شرح کوشش این مادر برای رسیدن به فرزند و نجات دادن اوست.